# 三和町中三坂
三和町中三坂（みわまち なかみさか）は、福島県いわき市の大字である。郵便番号は970-1375。

## 地理
いわき市中部の三和地区に属する。東で三和町下三坂、南東で三和町上市萱、西で三和町上三坂、北で田村郡小野町和名田、塩庭とそれぞれ隣接する。概ね町村制施行以前の磐前郡中三坂村の流れを汲む地域である。二級水系夏井川水系三坂川中流域を主な範囲とする。三坂川をはじめとする川沿いの平地に水田が広がり、北側の山裾に住宅が建ち並ぶ。内郷御厩町内に所在するいわき中央警察署及び三和町下市萱に所在する内郷消防署三和分遣所がそれぞれ管轄にあたる。

### 主な字
字
- 臼石
- 石崎
- 大根田
- 四座
- 羽生

- 向
- 湯ノ向
- 藪窪
- 田ノ入
- 宮ノ下

- 北ノ内
- 腰巻
- 根岸
- 東
- 湯ノ本

- 寺ノ脇
- 山形
- 戸沢
- 蛭久保

### 河川
二級水系夏井川水系
- 三坂川
  - 向川
  - 梅田川

## 歴史
- 1879年1月27日 - 笠間藩領中三坂村が福島県内における郡区町村制の施行により磐前郡の村となる[4]。
- 1889年4月1日 - 町村制の施行により中三坂村が下三坂村、上三坂村、差塩村と合併し三阪村が発足する。旧中三坂村域は三坂村の大字となる。[4]。
- 1896年4月1日 - 磐前郡と周辺郡との合併により石城郡が発足し、石城郡三阪村となる[4]。
- 1955年2月11日 - 石城郡三阪村が永戸村、沢渡村と合併し三和村となり、三和村の大字となる[4]。
- 1966年10月1日 - 三和村が平市・磐城市・常磐市・勿来市・内郷市、石城郡遠野町・四倉町・小川町・川前村・田人村・好間村、双葉郡久之浜町・大久村と合併しいわき市となり、いわき市三和地区の大字となる[4]。

## 世帯数と人口
2023年10月31日現在の世帯数と人口は以下の通りである。
| 大字         | 世帯数 | 人口  |
| ------------ | ------ | ----- |
| 三和町中三坂 | 96世帯 | 281人 |

## 小・中学校の学区
市立小・中学校に通う場合、学区は以下の通りとなる。
| 番地 | 小学校               | 中学校               |
| ---- | -------------------- | -------------------- |
| 全域 | いわき市立三和小学校 | いわき市立三和中学校 |

## 交通

### 道路
- 国道49号
  - 長沢峠
- 国道349号
- 福島県道358号川前停車場上三坂線

## 施設
- 中三坂公民館
- 三阪保育所
- JA福島さくら 三和営農経済サブセンター
- NTT東日本 三坂交換所
- ファルテック 福島工場
- 三坂城跡
- 八坂神社
- 古峯神社
- 寶積寺
- 淨願寺